# فرانتیشک اشتامباخر
فرانتیشک اشتامباخر (چکی: František Štambachr؛ زادهٔ ۱۳ فوریهٔ ۱۹۵۳) بازیکن فوتبال اهل چکسلواکی بود.
از باشگاه‌هایی که در آن بازی کرده‌است می‌توان به باشگاه فوتبال آ. ا. ک آتن و دوکلا پراگ اشاره کرد.
وی به‌همراه تیم ملی فوتبال چکسلواکی به مقام قهرمانی بازی‌های المپیک تابستانی ۱۹۸۰ رسیده‌است.